# Corema
Corema é um género botânico pertencente à família Ericaceae.

## Espécies
- Corema album
- Corema conradii